# Båthustjärnen (Bodums socken, Ångermanland)
Båthustjärnen är en sjö i Strömsunds kommun i Ångermanland och ingår i Ångermanälvens huvudavrinningsområde.